# Bitwa pod Sedgemoor
Bitwa pod Sedgemoor – starcie zbrojne, które miało miejsce 6 lipca 1685 w trakcie rebelii Monmoutha.
W 1685 doszło do buntu szkockich prezbiterian przeciwko Jakubowi II Stuartowi. Przywódca powstania szkocki arystokrata Archibald Campbell po krótkim pobycie w Holandii powrócił do Anglii na czele 300 szkockich uchodźców. 28 czerwca Campbell został pojmany po czym stracony 10 lipca w Edynburgu. W tym samym czasie 11 czerwca na południu Anglii wylądował książę Monmouth na czele 150 ochotników. Oskarżył on Jakuba II o zabicie Karola II i uznał za uzurpatora. Monmouth pozyskując nowych zwolenników (chłopi, tkacze, górnicy), którzy okrzyknęli go królem zajął kilka miejscowości w zachodnich hrabstwach.
20 czerwca jego armia liczyła już 6 000 słabo uzbrojonych i wyszkolonych ludzi. Rebelianci podjęli marsz na Bristol, nie udało im się jednak zająć miasta, wobec czego wycofali się na południe. W mieście Bridgwater siły Monmoutha zostały okrążone. 6 lipca 1685 na wyschniętych moczarach Sedgemoor Monmouth przypuścił desperacki atak na wojska królewskie (8 000 ludzi i artyleria). Bitwa zakończyła się całkowitą klęską rebeliantów i rzezią jeńców. Monmouth, któremu udało się zbiec, został kilka dni później złapany i ścięty w Tower. Po stłumieniu rebelii Monmoutha, nastąpiła w zachodniej Anglii fala represji, w wyniku których powieszono 320 zwolenników Monmoutha a 800 zesłano do pracy w koloniach. Rebelia Monmoutha była ostatnim ludowym powstaniem w dziejach starej Anglii.
Bitwa jest kanwą opowiadania Jarosława Iwaszkiewicza Bitwa na równinie Sedgemoor, a jej bezpośrednie skutki opisane są w początkowych rozdziałach powieści Rafaela Sabatiniego Kapitan Blood.
- Egzekucja Monmoutha w Tower